# Прусский социализм
Прусский социализм (Прусский государственный социализм, (нем. Staatssozialismus)) — практика построения социального государства в Германии. В основе лежит неприятие революционного антигосударственного марксистского социализма (коммунизма), а также противопоставление коллективного «орденского» немецкого духа, индивидуалистическому английскому духу. Верховная власть принадлежит чиновничеству, которое руководствуется идеей служения обществу. Труд рассматривается не как товар, а как долг. В дальнейшем прусский социализм подготовил как национал-социализм, так и немецкое государство всеобщего благосостояния.
От прусского социализма отличается теория государственного социализма Лассаля, которая, впрочем, может рассматриваться как левый вариант прусского социализма.

## История

### Предпосылки
Во время Освободительной войны вместо привычной для феодального общества укороченной властной вертикали, выражаемой принципом «вассал моего вассала уже не мой вассал», пришла, взятая из времён античности и принесённая в Германию наполеоновскими солдатами, идея гражданственности. Она состояла в признании равной ответственности всех граждан государства перед законом и равной для всех системы обязательств со стороны государства. Эта идея встретила временами ожесточённое сопротивление, как со стороны прежней знати, так и трудности восприятия в широких массах.
Процесс становления нового миропорядка был поддержан необходимостью свержения власти ставленников Наполеона, что по тем временам возможно было только вооружённым путём. А сама победа требовала преобразования армии на новых, демократических принципах и потому силы реакции были вынуждены проводить необходимые преобразования, проводимые в гражданских сферах Штейном и Гарденбергом, а в области военной политики — Шарнхорстом и Клаузевицем, которые считались «якобинцами».
Своеобразным ответом на требования нового времени стала начавшаяся в начале XIX века эпоха бидермейера, когда представление о бытовом комфорте и спокойной более или менее обеспеченной семейной жизни стало свойственно значительной части городского населения (буквально, буржуазии).
В результате развития капиталистических отношений и увеличения производительности труда на протяжении XIX в. продолжался прогресс в улучшении качества жизни (как понятие этот термин возник лишь в следующем, XX веке), что, в первую очередь, нашло своё выражение в значительном продлением средней её продолжительности. Причиной этого были успехи медицины и гигиены, а также профилактика, осуществляемая путём всеобщей вакцинации населения. Стала заметно снижаться детская смертность.
Существенные успехи науки и опирающейся на неё техники начали постепенно изменять социальную структуру общества. Было положено начало формированию среднего класса как категории людей, добывающих средства для своего существования своими знаниями, а не только потом. Всеобщее распространение получила идея неограниченного прогресса, в странах Запада принявшего форму создания новых, ранее неизвестных потребностей и средств и способов их удовлетворения, в конце XX века получившая свою реализацию в виде общества потребления.
В отличие от категории разоряющихся мелких крестьянских хозяев и продающего свой труд пролетариата, для заметной доли населения жизнь перестала быть только беспросветной борьбой за существование. Возникла проблема свободного времени, которая перестала быть исключительно проблемой для незначительного большинства верхушки общества. Появилось представление о бытовом комфорте.
Однако продолжающееся усложнение экономических и правовых взаимоотношений в обществе и углубление разделения труда постоянно поддерживали социальное неравенство, что неизменно питало надежду на создание общества всеобщего благоденствия, достигаемого на коммунистических принципах. Эти идеи в том или ином варианте были особенно популярны в различных категориях маргинальных слоёв общества. Уроки истории, свидетельствующие о неизменном крушении всех экспериментов по созданию общества, основанного на уравнительном принципе распределения, не принимались во внимание.
В те годы наименее экономически и в бытовом смысле обеспеченной категорией населения были наемные рабочие, количество которых росло в соответствие с развитием всех областей промышленности. Несмотря на то, что они не представляли собой большинства трудоспособного населения и потому не могли считаться единственными выразителями воли и требований всей нации (даже в 1939 году в Германии они составляли 43,3%) , их концентрация и организованность способствовали распространению в их среде самых радикальных идей. Для этого были весьма веские основания, поскольку рабочее время далеко не всегда регламентировалось, безработица была в порядке вещей, и на тяжелых физических работах применялся детский труд.

### Законодательство Бисмарка
Основы практики прусского (а следовательно, и германского) социализма заложил Отто фон Бисмарк, который впервые в истории ввел систему социального страхования по болезни (1883), в случае увечья (1884) и пенсионное обеспечение по старости (1889).
Основные черты германской модели социального страхования — «модели Бисмарка»
- Сохранение и воспроизводство квалифицированных работников — при наступлении социальных рисков система соцзащиты должна обеспечить достигнутый работником уровень, качество жизни и социальный статус. Размер взносов и выплат предполагает замещение зарплаты при наступлении страхового случая и качественной медицинской помощи.

- Соблюдение интересов работников и работодателей — страховая нагрузка распределяется на паритетной основе. Размер пенсий и пособий зависит от зарплаты, размера страховых платежей и трудового стажа.

- Демократичность и прозрачность финансовых потоков — социальное страхование по отдельным рискам обеспечивают товарищества взаимного страхования, где представители работодателей и работников определяют размеры тарифов и организуют управление работой исполнителей (страховщиков).

- Использование как универсального, так и дифференцированного подхода: одинаковые доли отчислений на социальное страхование для всех категорий занятых сочетается с системой гибких тарифов, дающих возможность возмещать затраты на преодоление последствий социальных или профессиональных рисков[7].

Бисмарк был убеждён, что невозможно сделать всех счастливыми одновременно и потому его преобразования нередко подвергались критике, причём как справа, так и слева.
3 июля 1869 года Бисмарк издал «Закон, касающийся уравнивания в правах конфессий в их гражданских правах», имевший силу для Северо-германского союза. После провозглашения Германской Империи в 1871 году этот закон получил силу во всём государстве.

### Национал-социализм
Поддержка национал-социализма во многом была обеспечена реальным улучшением положения трудящихся масс, в том числе существенным снижением безработицы, а также шагами, которые не были ими оценены иначе, как забота партии (НСДАП) и правительства о своём народе.
Так 23 сентября 1933 Гитлер бросил первую лопату земли на строительстве автобана, положив начало «сражению на трудовом фронте» и, одновременно, созданию множества рабочих мест. К их числу относились и чисто пропагандистские мероприятия по введению, например, традиции «Зоннтагтопф» (нем. Eintopf-Sonntag -общенациональному объединяющему ритуалу по потреблению супа в первое воскресенье каждого месяца — 50 пфеннигов за тарелку), единовременными пособиями многодетным семьям (15 сентября 1935 года), так и действующий до сих пор запрет на торговлю в воскресные дни, предназначенные исключительно для отдыха.
13 мая 1934 года был учреждён празднуемый и сейчас «День матери» (нем. Muttertag). Сильное впечатление производили, также, мероприятия организации КДФ по организации массового отдыха на курортах, в том числе и морских. 5 мая 1937 года был спущен на воду комфортабельный теплоход «Вильгельм Густлов», предназначенный для организации круизов по Средиземному морю и посещению островов Атлантического океана, без деления кают на классы по комфортабельности. Судно было передано организации КДФ («Сила через радость»), заменившей упразднённые профсоюзы и наследовавшей их финансовые активы.
2 декабря введены 1937 г. «Книги почёта» для многодетных семей. 14 февраля 1938 года КДФ организовала горячее питание на производстве. 26 мая 1938 г. был заложен первый камень в строительство завода по производству доступного автомобиля «Фольксваген» ценой в 1000 марок. 16 декабря был введён орден трёх степеней (золото, серебро и бронза) для награждения немецких женщин, отличившихся на почве материнства. В связи с этим Гитлер заявил: «Женщины тоже имеют своё поле боя». Вблизи крупных предприятий было развёрнуто массовое строительство домов для рабочих.
Поднятию международного авторитета служили успехи в экспедиции в Гималаи и Арктику, а также дальние перелёты, совершаемые на немецких самолётах (в середине августа 1938 года в Нью-Йорке приземлился четырёхмоторный «Фокке-Вульф-Кондор», совершив беспосадочный перелёт из Берлина). Большое значение придавалось обеспечению проведения международных спортивных соревнований, в том числе Олимпиадам.

### Государство всеобщего благосостояния
Государство всеобщего благосостояния или государство всеобщего благоденствия (англ. Welfare state) — концепция политического строя, при которой государство играет ключевую роль в защите и развитии экономического и социального благополучия его граждан. Она основана на принципах равенства возможностей, справедливого распределения богатства и общественной ответственности за тех, кто не может обеспечить себе минимальные условия достойного уровня жизни.

## Теоретики

### Фердинанд Лассаль
В 1863 году Ф. Лассаль был назначен президентом Общегерманской ассоциации рабочих. Тем самым он оказался создателем немецкой социал-демократии. Новая партия, назвавшаяся Независимой рабочей партией, объявила своей целью борьбу за всеобщее избирательное право и объединение рабочих.
В 1866 году Август Бебель и Вильгельм Либкнехт, бывшие в той или иной степени ортодоксальными марксистами, основали Саксонскую народную партию, соединявшую социалистов с наиболее радикальными либералами. В 1869 году на съезде в Айзенахе эта партия была переименована в Социал-демократическую рабочую партию с весьма широко разработанной программой в духе Маркса, заявившей аналогично лассальянцам, что освобождение рабочих должно произойти силами самого рабочего класса.
В 1875 году собравшиеся ранее в Айзенахе, а также лассальянцы на конференции в Готе ради образовали Социалистическую партию немецких рабочих, которая позже была переименована в Социал-демократическую партию Германии. Её программа представляла собой смесь марксистских и социал-демократических лозунгов и для её оппонентов казалась опасно радикальной и даже революционной. Хотя Лассаль допускал возможность осуществления далеко идущих социалистических преобразований даже в условиях монархии.

### Эдуард Ласкер
Оппонент Лассаля, Эдуард Ласкер стал одним из основателей Национал-либеральной партии, сторонником окончательного устранения ограничения на профессиональную деятельность евреев, которые могли стать юристами, офицерами или преподавателями только после крещения. Он был сторонником отмены смертной казни.

### Мозес Гесс
Мозес Гесс показал себя основателем «Этического коммунизма». Воспитан в детстве в атмосфере ортодоксального иудаизма. В своих первых полемических выступлениях был сторонником примитивного коммунизма в духе Бабёфа, считая частную собственность базой всех социальных проблем. В 1849 году выступил с идеей создания союза Германии, Франции и Англии для противостояния России, которую считал «заклятым врагом Запада».
Он сблизился с Марксом, с которым работал в редакции «Рейнской газеты» и набросал первую редакцию «Коммунистического манифеста». За свою идею, основанную на вере, что законы Моисея являются основой для справедливого устройства мира, он получил прозвище «коммунистического ребе». Однако ответственной за разобщение людей в обществе он считал именно религию, в том числе и иудейскую. Маркс и Энгельс высмеивали его за «сентиментальный и идеализированный коммунизм», но позаимствовали некоторые положения его программы для построения своей концепции. За свою идею создания бесклассового общества он также был назван «отцом немецкого социализма с коммунистическим оттенком».
Затем он пришёл к мысли о важнейшей роли национального движения в сторону социализма, что способствовало его приобщению к «еврейскому вопросу», которому ранее он не уделял внимания. Его книга «Рим и Иерусалим» (1862) рассматривается как пролог к политическому обоснованию сионизма. Политическое возрождение еврейства он считал возможным только на земле Палестины. Однако его националистические соображения неразделимы с его убеждением о равенстве всех рас и народов.

### Карл Маркс
Совместно со своим единомышленником и другом — Фридрихом Энгельсом, Карл Маркс наиболее далеко пошёл в поисках путей революционного переустройства общества. В Манифесте коммунистической партии 1848 года были изложены не только основы коммунистической идеологии, но и обосновывалась возможность и необходимость именно революционных действий: «у пролетариев нет ничего своего, что надо было бы им охранять, они должны разрушить всё, что до сих пор охраняло и обеспечивало частную собственность».
Марксу принадлежит фундаментальный труд Капитал, в котором изложена теория прибавочной стоимости и на её основе показан механизм получения прибыли без нарушения закона стоимости, то есть при соблюдении условия обмена всех товаров всегда пропорционально их стоимости.
Маркс последовательно использовал гегелевскую диалектику применительно к историческим процессам. Совместно с Ф. Энгельсом он отмечал, что первобытный коммунизм вследствие развития производства был сменён последовательно иными социально экономическими формациями, каждая из которых была более прогрессивной, чем предыдущая, но при этом процесс неизбежно должен привести к построению коммунизма уже на более высокой ступени развития.

### Эдуард Бернштейн
Эдуард Бернштейн был решительным противником теории Маркса о классовой борьбе как движущей силы истории. Бернштейн стал основателем эволюционного ревизионизма в марксизме и заложил основы социал-демократии современных государств. После Первой мировой войны его взгляды сдвинулись в сторону социал-сионизма.
- Фердинанд Лассаль
- Мозес Гесс
- Карл Маркс
- Эдуард Бернштейн